# 湊あかね
湊 あかね（みなと あかね、1990年3月20日 - ）は、日本の歌手、アーティスト、タレントであり、prediaの元メインボーカル、YouTuberである。神奈川県出身。プラチナムプロダクション所属。愛称は、あかね、あかねん。

## 略歴
出生から幼稚園まで和歌山県で過ごし、後に神奈川県へ移住。15歳の時、渋谷センター街でスカウトされる。2010年、第1回『ガールズボウラーオーディション』で審査員特別賞を受賞し、東京都ボウリング親善大使『Lovebowlers』（ラブボウラーズ）の一員として長谷川麻衣、大塚莉奈らと共に活動（最高スコア188）。同年、TOKYO IDOL FESTIVALでファン参加型イベント『アイドルボウリング』に参加。2010年11月、prediaのメンバーとなり2022年6月5日の解散までメインボーカルを務めた。解散後はソロとして活動しており、2022年9月23日にshibuya eggmanにて初のワンマンライブを行い、自身のYoutubeチャンネルでのカバー曲、Predia時代の楽曲及び自身作詞によるオリジナル曲を2曲披露した。
バイオリニストのAyasaを中心に結成されたロックバンド「East Of Eden」のボーカルも務めている。

## 人物
兄妹が5人いる。好きな色は白、黒。特技はものまね、ドラム、口笛。
2020年5月にYouTube個人チャンネルの開設を発表する。
好きな食べ物は牛タン、北京ダック、フグのからあげ、なめろう、和菓子。
甲殻類と金属アレルギー。

## 作品

### シングル
predia
- Dia Love（2011年1月26日、JRRC-1023）- EAN 4562232210603。
- Dream Of Love（2011年7月20日、JRRC-1027/8）- EAN 4562232210627。
- ハニーB（2011年11月23日、JRRC-1032/3）- EAN 4562232210641。
- Hey Now!!（2013年8月27日、PPRC-0002）- EAN 4582417835339。
- Crazy Cat（2013年4月17日、PSMC-0007）- EAN 4582414480037。
- 壊れた愛の果てに（2014年8月6日、CRCP-10315/7）- EAN 4988007260428。
- 美しき孤独たち（2014年12月17日、CRCP-10337/9）- EAN 4988007266277。
- 満たしてアモーレ（2015年8月26日、CRCP-10344/6）- EAN 4988007271462。
- 刹那の夜の中で（2016年1月27日、CRCP-10352/4）- EAN 4988007273114。
- 禁断のマスカレード（2017年1月25日、CRCP-10368/70）- EAN 4988007277907。
- ヌーベルキュイジーヌ（2017年6月21日、CRCP-10373/5）- EAN 4988007279536。
- Ms.Frontier（2017年10月25日、CRCP-10383/5）- EAN 4988007280792。
- カーテンコール（2018年8月22日、CRCP-10410）- EAN 4988007284813
- NAKED（2019年6月12日、CRCP-10427）[8]
- シャララ・ナイアガラ　(2019年11月6日、CRCP-10434)

もちとちーず
- あめハレ。/あなたと。（2015年9月30日、PPRC-0013）- EAN 4580448950137。

### アルバム
predia
- Invitation（2012年3月28日、PSMC-0001/2）- EAN 4522197115450。
- Escort me?（2012年12月12日、PSMC-0005/6）- EAN 4582414480013。
- Best of predia 2010-2013 〜Reception〜（2014年4月9日、PPRC-0008）- EAN 4580448950069。
- 孤高のダリアにくちづけを（2015年2月18日、CRCP-40395/6）- EAN 4988007267939。
- 白夜のヴィオラにいだかれて（2016年6月22日、CRCP-40462/3）- EAN 4988007274623。

### 映像作品
- predia LIVE DVD SHIBUYA-AX PARTY ON MAY 3, 2013（2013年10月7日、PPRC-0003）- EAN 4580448950014。

## 出演

### 国歌斉唱
- 2017年9月1日　福岡ヤフオクドーム
- 2018年9月7日　福岡ヤフオクドーム
- 2019年7月20日　楽天生命パーク宮城

### テレビ
- ものまねグランプリ（日本テレビ系）
  - ザ・サバイバル（2012年9月23日）
  - 12 ザ・トーナメント（2012年12月25日） - 倖田來未「Butterfly」を歌唱[9]。
  - 13 最強のコラボレーションネタ祭り!!（2013年3月19日） - DREAMS COME TRUE「何度でも」を歌唱[10]。
  - 史上最強のコラボ祭（2014年4月22日）
  - （2015年5月19日）
  - （2015年9月22日）
- ラグマヨ!ラグビー日本代表応援宣言（2011年4月23日 - 、日本テレビ） - レギュラーアシスタント[11]。
- 女子待機（2011年8月4日、テレビ神奈川） - 第1回出演[12]。
- コロッケ千夜一夜（2014年5月23日、BS日テレ） - ショータイムゲスト。
- カラオケTHEバトル（2016年9月28日、テレビ東京）
- カラオケTHEバトル（2017年1月18日、テレビ東京）
- 関内デビル (2021年2月3日、テレビ神奈川)
- Artist#18File（2022年4月5日/12日/19日/26日、テレビ東京）
- 中居正広の金曜日のスマイルたちへ（2022年6月24日、TBS系列）
- 熱唱!ミリオンシンガー（2022年8月9日、日本テレビ系）

### ネット配信
- 美女暦（2011年7月4日、PINKU） - 涼風美女[13]。

### イベント
- 三愛水着ファッションショー（2011年、三愛）[14]